# Okopy (Łambinowice)
Okopy (auch Zimny Kąt, deutsch Kaltecke) ist ein Ort der Gmina Łambinowice in der Woiwodschaft Opole in Polen.

## Geographie

### Geographische Lage
Okopy liegt im südwestlichen Teil Oberschlesiens im Falkenberger Land. Das Dorf Okopy liegt rund zwei Kilometer nordwestlich vom Gemeindesitz Łambinowice, rund 21 Kilometer nordöstlich der Kreisstadt Nysa (Neisse) und etwa 36 Kilometer südwestlich der Woiwodschaftshauptstadt Oppeln.
Okopy liegt in der Nizina Śląska (Schlesische Tiefebene) innerhalb der Równina Niemodlińska (Falkenberger Ebene).

### Nachbarorte
Nachbarorte von Okopy sind im Südosten der Gemeindesitz Łambinowice (Lamsdorf), im Süden Budzieszowice (Bauschwitz), im Südwesten Drogoszów (Neusorge) und im Nordwesten Bielice (Bielitz).